# Сухан, Василий Васильевич
Василий Васильевич Сухан — советский и украинский учёный в области аналитической химии, доктор химических наук, профессор, лауреат премии имени Писаржевского НАНУ (1991).
Родился 23 августа 1936 года в поселке Чинадиево Свалявского района Закарпатской области в крестьянской семье.
Окончил химический факультет Ужгородского государственного университета (1958). Работал мастером смены на Свалявском лесохимическом заводе, затем инженером-химиком в Ужгородском государственном университете.
С 1960 года аспирант в отделе полимеров НИИ физиологии растений АН УССР (Киев). В 1963 году защитил кандидат скую диссертацию.
С 1963 года — в Киевском государственном университете имени Тараса Шевченко: ассистент, старший преподаватель, доцент, профессор, в 1986—2000 гг. заведующий кафедрой аналитической химии, в 1986—1997 гг. декан химического факультета.
В 1964—1965 г. г. проходил ста жировку в Институте неорганической химии Университета г. Лейпциг (ГДР).
В 1981 году защитил доктор скую диссертацию:
- Экстракция и применение в анализе разнолигандных комплексов металлов с алифатическими монокарбоновыми кислотами и органическими азотсодержащими основаниями : диссертация … доктора химических наук : 02.00.02. — Киев, 1980. — 592 с. : ил.

В 1983 году присвоено звание профессора по кафедре аналитической химии.
Лауреат премии имени Писаржевского НАНУ (1991) — за монографию «Маскирование и демаскирование в аналитической химии». Заслуженный работник просвещения Украины (2009).
Автор (соавтор) более 250 научных публикаций.
Умер 11 января 2025 года.
Сочинения:
- Аналитическая химия серебра [Текст] / И. В. Пятницкий, В. В. Сухан. — Москва : Наука, 1975. — 263 с.; 22 см.
- Маскирование и демаскирование в аналитической химии / И. В. Пятницкий, В. В. Сухан; Отв. ред. В. М. Иванов; [АН СССР, Науч. совет по аналит. химии, Ин-т геохимии и аналит. химии им. В. И. Вернадского]. — Москва : Наука, 1990. — 220,[2] с. : граф.; 22 см. — (Аналит. реагенты).; ISBN 5-02-001361-7
- Хімія : посібник для вступників до вузів / В. В. Сухан , Т. В. Табенська, А. Й. Капустян, В. Ф. Горлач. — Київ : Либiдь, 1993.
- Аналітична хімія природного середовища : підручник / Б. Й. Набиванець, В. В. Сухан, Л. В. Калабіна. — Київ : Либідь, 1996. — 304 с.
- Хімія: Посібник для вступників до вищих навчальних закладів / В. В. Сухан, Т. В. Табенська, А. Й. Капустян, В. Ф. Горлач. −2-е вид. -К.: Либідь, 1995. −448 с.